# Chabenec

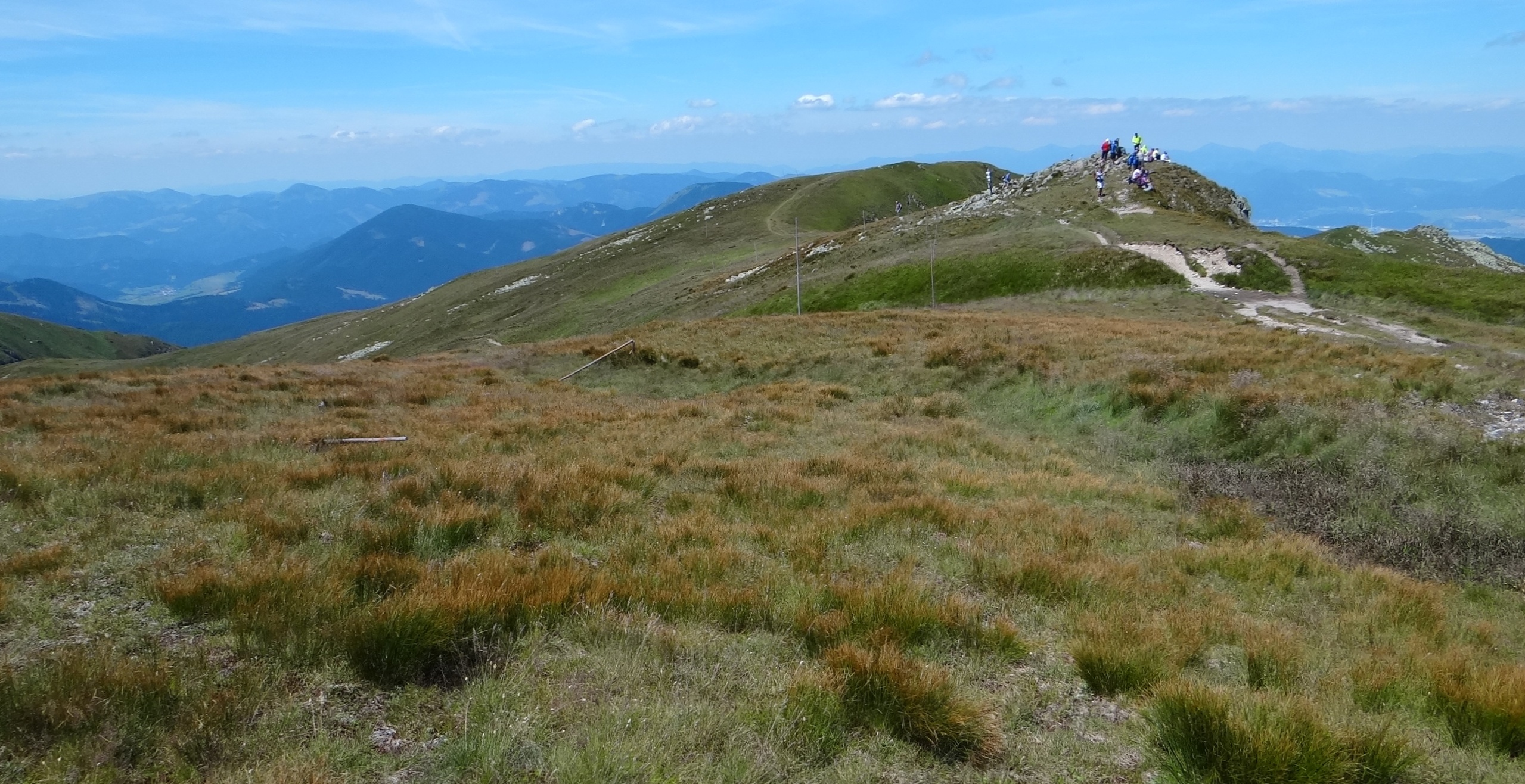
Szczyt Chabeneca

Chabeniec (słow. Chabenec, 1955 m) – szczyt w zachodniej części pasma Niżnych Tatr (tzw. Ďumbierske Tatry) na Słowacji. Jest szóstym co do wysokości szczytem tego pasma.

## Położenie
Leży w głównym grzbiecie Niżnych Tatr, ok. 7 km na zachód od Chopoka. Od wschodu jego masyw oddziela od Kotlisk płytkie, halne obniżenie grzbietu, zwane Chabenieckim Siodłem (1843 m). Na zachodzie grzbiet Chabeńca opada łagodnie i długo ku szerokiej przełęczy zw. Siodłem Dziurkowej (słow. Sedlo Ďurkovej, 1709 m). Stoki południowe opadają do Doliny Łomnistej (Lomnistá dolina). W kierunku północnym od szczytu odchodzi długi grzbiet, który kończy się Magurą Lupczańską (Ľupčianska Magura, 1315 m) powyżej miejscowości Partizánska Ľupča.

## Geologia, morfologia
Masyw Chabeńca zbudowany jest z granitów, tworzących jądro głównego grzbietu niżnotatrzańskiego. Na jego stokach – stromych i skalistych – kończą się klasycznie wykształconymi cyrkami lodowcowymi trzy walne doliny Niżnych Tatr: od południa – Dolina Łomnista, od północnego zachodu dolina Ľupčianska dolina, od północnego wschodu Krížska dolina (Dolina Krzyska). Cyrk lodowcowy w zamknięciu Doliny Łomnistej wypełniał podczas ostatniego zlodowacenia niewielki lodowiec firnowy – jeden z niewielu o takiej ekspozycji w całych Niżnych Tatrach. Cyrk lodowcowy w Dolinie Krzyskiej nosi nazwę Chabenec i jest w nim niewielkie jeziorko.

## Przyroda ożywiona
Szczyt Chabenca, stoki południowe, wschodnie i zachodnie porasta naturalna, trawiasta roślinność piętra halnego. Tylko północne stoki są strome i skaliste i są terenem, na którym utrzymuje się aklimatyzowana w Niżnych Tatrach populacja kozicy.
Cały masyw Chabeńca leży na terenie Parku Narodowego Niżne Tatry. Południowe stoki masywu obejmuje dodatkowo rezerwat przyrody Skalka.

## Historia
Po upadku słowackiego powstania narodowego w pierwszej połowie listopada 1944 r. przez masyw Chabenca wycofywały się w kierunku wschodnim oddziały żołnierzy i setki cywilów. Wielu z nich straciło życie w głębokich śniegach pokrywających już góry oraz zawiejach. Był wśród nich m.in. czechosłowacki polityk, parlamentarzysta i dziennikarz Ján Šverma – pomnik upamiętniający jego śmierć znajduje się u stóp Chabenca, w zamknięciu Doliny Łomnistej.

## Turystyka
Chabenec jest bardzo dobrym punktem widokowym. Przebiega przez niego główny (czerwony) szlak Niżnych Tatr, ponadto znajduje się na nim węzeł szlaków turystycznych. W pobliżu Chabeńca znajduje się pod siodłem Dziurkowej schron Ďurková.
  odcinek: Chopok – Deresze – sedlo Poľany – Poľana – Krížske sedlo – Kotliská – Chabenec. Czas przejścia: 2:25 h, ↓ 2:55 h
  odcinek: Sedlo pod Skalkou – Veľká hoľa – Latiborská hoľa – Sedlo Latiborskej hole – Sedlo Zámostskej hole – Ďurková – Sedlo Ďurkovej – Chabenec. Czas przejścia: 4:30 h, ↓ 3:20 h
  Jasenie – leśniczówka Predsuchá – Jasenianská dolina – Kyslá – Bauková – Struhárske sedlo – Chabenec. Czas przejścia: 6:35 h, ↓ 5 h